# بون
بون (به فرانسوی: Beaune) شهری در شهرستان کوت دور در ناحیه بورگوین با جمعیت ۲۱٬۷۷۸ نفر در کشور فرانسه واقع شده‌است.